# 未来への扉
「未来への扉」（みらいへのとびら）は、DEEPの4枚目のシングル。2010年11月24日にrhythm zoneから発売。

## 概要
前作「milestone／SORA〜この声が届くまで〜」から4カ月後のシングル。
DVDには表題曲「未来への扉」の"Making Video Clip"が収録されている。ミュージックビデオは2ndアルバム『LOVE STORY』に収録された。

## 収録曲
CD
1. 未来への扉 [5:35]
作詞：樫田正剛、作曲：古澤辰勲、編曲：古澤辰勲・Tek Kato
フジテレビ系木曜劇場『医龍-Team Medical Dragon3-』主題歌
2. SILVER SNOW [5:36]
作詞：TAKE from Skoop On Somebody、作曲：JiN、編曲：JiN・川嶋フトシ
3. Silent Night (A Cappella) [2:51]
4. 白いマフラー（ストーリー編） Special Track -次作予告- [5:17]
作詞：小竹正人、作曲・編曲：RIO
5. 未来への扉 (Instrumental)
6. SILVER SNOW (Instrumental)

DVD
1. 未来への扉 (Making Video Clip)
2. Miss you (LIVE@東京国際フォーラム ホールA 2010/3/14)
3. Echo〜優しい声〜 (LIVE@東京国際フォーラム ホールA 2010/3/14)